# Рабочее место как услуга
Рабочее место как услуга (англ. Desktop as a Service, сокр. DaaS) — модель распространения и эксплуатации программного обеспечения aaS, получившая известность в начале 2000-х годов и являющаяся логическим продолжением SaaS.
При предоставлении услуги DaaS клиенты получают полностью готовое к работе («под ключ») стандартизированное виртуальное рабочее место, которое каждый пользователь имеет возможность дополнительно настраивать под свои задачи. Таким образом, пользователь получает доступ не к отдельной программе, а к необходимому для полноценной работы программному комплексу.
Физически доступ к рабочему месту пользователь может получить через локальную сеть или Интернет. В качестве терминала может использоваться ПК или ноутбук, нетбук и даже смартфон. Устройство доступа используется в качестве тонкого клиента и требования к нему минимальны.

## Основные достоинства DaaS
- возможность быстро организовать офис с минимальными первоначальными затратами
- возможность дать доступ к полноценному рабочему месту для разъездных сотрудников (командировки, торговые представители)
- дополнительная защита основного массива корпоративной информации
- стандартизация рабочих мест
- контроль над потоками данных пользователей и централизованное обслуживание

## Основные недостатки DaaS
- зависимость от качества канала связи
- рост Интернет-трафика

DaaS используют в коммерческих дата-центрах и системах мобильных продаж. 
DaaS-идеология активно продвигается на рынок крупнейшими компаниями.